# 张瑞午
张瑞午，广宁人，是一名清朝政治人物。荫生出身。
张瑞午曾于康熙十三年(1674年)接替汪丽日任邵武府知府一职，康熙十五年(1676年)由王兴禹接任。